# Château de Cockermouth
Le château de Cockermouth se trouve dans la ville de Cockermouth en Cumbria sur un site à la jonction des rivières Cocker et Derwent. Il s'agit d'un bâtiment classé Grade I et d'un monument classé.

## Histoire
Le premier château sur ce site est construit par les Normands en 1134. Une partie de la pierre provient du site romain de Derventio (aujourd'hui Papcastle). Des ajouts importants sont réalisés aux XIIIe et XIVe siècles. Le château joue un rôle important dans la guerre des Deux-Roses et dans la guerre civile, lorsqu'il est gravement endommagé.
Divers seigneurs détenaient le château, notamment les comtes Percy de Northumberland du XVe au XVIIe siècle. Il passe à la famille Wyndham, les propriétaires actuels, au XVIIIe siècle.
Le château est la demeure de la douairière Lady Egremont jusqu'à sa mort en 2013.

## Conservation et accès public
Le château de Cockermouth est l'un des 135 sites du nord-ouest de l'Angleterre inscrits au registre du patrimoine en péril, tenu par English Heritage et plus tard par Historic England. L'entrée note que la « majorité du château est en bon état ». La situation de la conservation s'est aggravée en décembre 2015, lorsque le nord de l'Angleterre a connu des pluies historiquement fortes déclenchant des inondations. Les intempéries ont provoqué un glissement de terrain près du château, la rivière emportant une partie de sa rive ; Historic England souligne qu’il existe un risque évident pour la structure historique.